# Редозубов, Сергей Поликарпович
Сергей Поликарпович Редозубов (1891—1957) — советский педагог, кандидат педагогических наук, автор букварей для городских школьников.

## Биография
Родился 6 октября 1891 года в селе Бор Нижегородской губернии.
В 1909—1911 годах работал в двухклассном училище в селе Хохлома Семеновского уезда Нижегородской губернии.
В 1914 году Редозубов окончил Московский учительский институт. Работал в учительской семинарии в селе Новом Ярославской губернии, а затем, после её преобразования в педагогический техникум и перевода его в город Углич, преподавателем русского языка и директором техникума: с 1915 по 1925 годы преподавал русский язык и его методику, с 1921 по 1925 годы был его директором. Руководил в Угличе педагогическим кружком при Доме работников просвещения.
В 1941—1944 годы работал в Центральном институте повышения квалификации руководящих работников народного образования; преподавал в московских педагогических училищах; принимал участие в составлении программ для педагогических училищ, участвовал в создании методических руководств по русскому языку и по методике его преподавания.
Ещё работая в Угличе, задумал создать новый «Букварь», работу над которым завершил уже будучи в Москве. Принимал участие в создании «Букварей» для Белоруссии, Грузии, Туркмении, Таджикистана и Якутии. Совместно с А. П. Белоруковым создал «Букварь» для слепых (для обучения грамоте по системе Брайля) и издал его в Москве в 1951 году.
В 1953 году основательно переработанный учебник Редозубова вышел уже под редакцией И. Ф. Свадковского.
Умер в 1957 году в Москве. Похоронен на Ваганьковском кладбище (15 уч.).
Редозубов был знаком и вёл переписку с угличским художником-краеведом И. Н. Потехиным.

## Труды
С. П. Редозубов — автор более 50 печатных работ по русскому языку и методике его преподавания, среди которых: учебник «Методика русского языка для педагогических училищ», пособие «Обучение грамоте», «Грамматические таблицы», «Орфографический словарик», «Наша Родина».